# بيير غوسلين
بيير غوسلين هو دراج بلجيكي، ولد في 23 مارس 1932 في هينو في بلجيكا.

## وصلات خارجية
- بيير غوسلين على موقع أرشيف الدراجات (الإنجليزية)
- بيير غوسلين على موقع إحصائيات الدراجات الإحترافية (الإنجليزية)
- بيير غوسلين على موقع أوليمبيديا (الإنجليزية)